# Marceli Landsberg
Marceli Landsberg (28 de Março de 1890 Tomaszów Mazowiecki – 25 de Junho de 1951 Lodz), médico especialista em endocrinologia e infectologista, professor na Academia Médica de Lodz.

## Família
Filho de Aleksander Landsberg (1859-1928), industrial, e Eleonora (Lea), nascida Landsberg. 

## Educação
Cursou o ginásio em Piotrków Trybunalski, mas em 1905, após ter participado de uma greve, foi forçado a deixá-lo. Recebeu o diploma colegial  em Odessa e após foi estudar medicina em Berlim e Friburgo (Baden), quando em 1913 conquistou doutorado em medicina com  a tese “Estudos sobre a coagulação sanguinea“. 

## Instituições trabalho
Nos anos 1912-1914 foi um voluntário na Clìnica de Endocrinologia  de Friburgo e Greifswald. Durante 1914- 1918 depois de obter a certificação russa de seu diploma em Kiev, serviu como médico no exército russo. Durante 1918-1926 tornou-se assistente senior na 2ª clínica endocrinológica na Universidade de Varsóvia e no Instituto Federal de Higiene . Em 1934 foi alçado a diretor do Departamento de Endocrinologia  do Hospital “na Czystem“. Após o rompimento da 2ª guerra mundial fugiu para Lvov, onde trabalhou como diretor do Hospital Russo. Entre julho de 1941 e abril de 1942 foi diretor de departamento do Hospital Judaico em Lvov. Voltou para Varsóvia, onde foi consultor de medicina e professor de cursos para médicos e estudantes no gueto de Varsóvia. Em 1942, junto com suas filhas, escapou do gueto oculto sob um nome falso  e trabalhou como médico e enfermeiro participando ativamente nas atividades subversivas. Em junho de 1945 foi promovido a diretor do Hospital dos Cavaleiros Hospitalários em Chojny, Lodz. Um ano após, foi nomeado para posto similar no Hospital de Radogoszcz. Em 1947 recebeu habilitação no departamento médico da Universidade de Lodz. Em 01.10.1950 como professor associado e contratado era diretor da clínica médica de infectologia da Academia Médica de Lodz. Foi Secretário da mesa diretora da Associação Polonesa de Endocrinologia. 

## Dissertações
Publicou mais de 50 dissertações em revistas médicas polonesesas e internacionais. 